# 李大受 (明朝)
李大受（？—？），雲南大理府鄧川州浪穹縣人，明朝政治人物。

## 生平
萬曆四十六年（1618年）戊午科雲南鄉試第三十名舉人，天啟二年（1622年）中式壬戌科會試第三百五十四名，三甲第二百五十八名進士。通政司觀政，五年（1625年）授蘄水縣知縣，崇禎二年（1629年）升吏部驗封司主事，調考功司，三年（1630年）升稽勳司員外郎，調驗封司，四年（1631年）調文選司，升稽勳司郎中，十年（1637年）調外任。

## 家族
祖父李春华，赠明威将军、大理卫指挥佥事。祖母杨氏，赠恭人。
父李茂，号焕菴，浪穹县人，生于嘉靖四十二年（1563年）八月十八日辰时，以长子前封文林郎蕲水县知县、晋封承德郎吏部考功司主事、承袭大理卫土官指挥佥事、五年致仕。终于崇祯十四年（1641年）正月初六日亥时，癸未年十月二十三日葬于华丛山南甸。娶赵氏，封孺人，晋封安人，累封恭人。男三：孟则大受，登天啓壬戌进士，历任吏部稽勳司郎中；仲大有，季大德，俱冠带守备。孙十一：梦颀，袭指挥佥事；庠生梦程、梦颋、梦嶷、梦邕、梦嘉，俱受出；庠生梦泌、梦明、梦甲，有出；庠生梦贤、梦鼎，德出。曾孙二：咸宜，程出；咸式，甲出。女一，适浪穹县庠廪生张泰鸿。